# Pomnik Fryderyka Chopina w Parku Monceau
Pomnik Fryderyka Chopina w Parku Monceau – pomnik polskiego pianisty i kompozytora Fryderyka Chopina (1810–1849) znajdujący się w Parku Monceau w Paryżu.
Wzniesiony został w październiku 1906, jego autorem jest Jacques Froment-Meurice. Składa się z marmurowej postaci artysty grającego na fortepianie, u którego stóp leży postać kobiety zasłaniającej sobie oczy. Nad fortepianem znajduje się postać kobiety w obłokach rzucającej kwiaty. Pomnik posiada napis: A Chopin.

### Literatura dodatkowa
- Mieczysław Idzikowski, Bronisław Edward Sydow, Zbigniew Drzewiecki: Portret Chopina: antologia ikonograficzna. T. 10. Kraków: Polskie Wydawnictwo Muzyczne, 1963, seria: Biblioteka Chopinowska. Brak numerów stron w książce